# Wether Holm (ö i Storbritannien, lat 60,37, long -1,02)
Wether Holm är en ö i Storbritannien.   Den ligger i kommunen Shetlandsöarna och riksdelen Skottland, i den norra delen av landet, 1 000 km norr om huvudstaden London.